# 求生之路2
《求生之路2》是2008年由維爾福開發、以喪屍為主題的恐怖生存類遊戲《求生之路》的續作，遊戲初次於2009年電玩E3展亮相，並已在2009年11月17日於PC以及Xbox 360平台上發行。

## 歷史
2009年12月14日，維爾福正式宣佈在2010年早春釋出新的戰役地圖「短暫之時」（The Passing），並於隔年4月23日釋出。
2010年8月22日，Valve在Gametrailers.com發佈了一段訪問片段，表示Valve將會推出一個名為「犧牲」（The Sacrifice）的戰役，以及講述惡靈勢力中倖存者們的遭遇的同名數位漫畫 （页面存档备份，存于）。
在2010年9月15日，漫畫的第一章在惡靈勢力的官方網站釋出，其後每隔一星期釋出一章（共有四章）。「犧牲」戰役於10月6日釋出。同時，舊作惡靈勢力中的劇情「毫不留情」（No Mercy）亦被加入到惡靈勢力2。Xbox 360玩家將需要付560 Microsoft Point以取得它們，PC版則免費更新。
2020年9月24日，迎來了睽違10年的全面更新，包含20張全新的戰役地圖、2把全新的近戰武器、角色動畫與配音重製與更新、PVP的平衡調整與全新的成就。

## 遊戲模式
與舊作《惡靈勢力》一樣，玩家要和其他倖存者角色（共四人）一起合作，逃離被病毒感染的區域並對抗沿路上的感染者與特殊感染者。玩家要根據沿途所看到的指示逃到下一個安全的地方（安全室），到達指定地點後便要抵抗不斷來襲的感染者與特殊感染者，直到救援的來臨以離開疫區。
在逃亡的路上，玩家需要啟動地圖上的一些機關，好讓倖存者能夠繼續前進，但此舉會引起大量感染者的來襲。在《惡靈勢力2》中，有部份的機關被啟動後，感染者會不斷地來襲，這時倖存者需要去啟動另一個機關，才能停止感染者的來襲（例如在章節死亡都心中，倖存者要打破購物中心內店舖的玻璃窗戶以繼續行進，此舉會使建築物的防盜報警鐘響起並引來感染者，倖存者要到商場保安室按下能夠中止警鈴的按鈕）。
求生之路2除了保留了舊有的三種模式外，更新增了清道夫模式（Scavenge mode）、寫實模式（Realism mode）以及在2010年4月23日的更新中推出的突變（Mutations）模式。

### 清道夫模式（Scavenge mode）
在清道夫模式中，玩家被分成兩組，倖存者及特殊感染者。倖存者要在有限的時間內儘量收集油箱並把汽油裝進收集汽油的裝置裡（如發電機、跑车等）。相對的特殊感染者就要阻止倖存者收集油桶。當雙方都分別扮演過特殊感染者和倖存者後，回合便會結束，收集得最多油箱（或者用最少時間）的隊伍為勝。

### 寫實模式（Realism mode）
寫實模式的目標跟戰役模式一樣，倖存者要逃亡到安全的地方。
在寫實模式中，隊友和物件的發光輪廓會消失（除了少部分的特定物品之外）。不論玩家選擇哪一種難度，感染者都會變得更難殺死，玩家要更快地殺死其方式，最好就要破壞其頭部；一旦被女巫攻擊就會立即死亡。此外，玩家死後除了使用電擊器救活外，只能在下一章節的安全室內重生，不像戰役模式內在一些房間內能被施救。這讓遊戲變得更有挑戰性。

### 突變模式（Mutation mode）
突變模式是維爾福在4月23日釋出新的戰役地圖短暫之時時新加的模式，並且每星期作出更新。
官方雖然已經提供某些突變模式的中文翻譯，但因為資料不完整，以下某些譯名僅供參考。
| 推出日期                       | 突變模式名稱                                   | 簡介 |
| ------------------------------ | ---------------------------------------------- | --- |
| 2010年4月22日至2010年4月30日   | Realism Versus（寫實對抗）                     | 把寫實模式和對抗模式合併而成。經過第二個星期的遊戲博客投票後，寫實對抗成為永久存在的遊戲模式。 |
| 2010年4月30日至2010年5月7日    | Bleed Out（血流不止）                          | 合作模式，地圖中沒有急救包，倖存者只有止痛藥、肾上腺素和不常見的心臟起搏器以回復血量，而且血量會不斷減少 |
| 2010年5月7日至2010年5月14日    | Follow The Liter（跟著每公升）                 | 對抗模式，清道夫模式，只有一個油桶可選擇，當汽油罐灌完才會有新的汽油罐出現。 |
| 2010年5月14日至2010年5月21日   | Last Gnome On Earth（最後的小矮人）            | 合作模式和單人模式，小矮人玩偶會在每一幅地圖開始時出現，一定要把它帶到安全室或救援載具，否則不能通關。 |
| 2010年5月21日至2010年5月28日   | Encore Week                                    | 官方表示，推出4個突變模式後，將有一個投票（在遊戲中的博客），而最受歡迎的會成為安可週的模式。而這次的是Last Gnome On Earth。 |
| 2010年5月28日至2010年6月4日    | Last Man On Earth（最後的一個人）              | 單人模式，全個地圖中只會出現特殊感染者（Boomer除外）。 |
| 2010年6月4日至2010年6月11日    | Chainsaw Massacre（奪魂鋸）                    | 合作模式，每一幅地圖只有手槍和电锯，而且电锯擁有無限的燃料。更多普通感染者會被鏈鋸所發出的噪音吸引過來。 |
| 2010年6月11日至2010年6月18日   | Room for One（限乘一人）                       | 合作模式，只有一個倖存者能夠登上救援載具。 |
| 2010年6月18日至2010年6月25日   | Headshot!（爆頭）                              | 合作模式，只有爆頭才能殺死普通感染者。特殊感染者仍舊不一定要爆頭才能殺死。 |
| 2010年6月25日至2010年7月2日    | Encore Week                                    | 安可週，這次是Chainsaw Massacre（鏈鋸殺人狂）。 |
| 2010年7月2日至2010年7月9日     | Versus Survival（對抗生存）                    | 對抗版本的生存模式，即玩家可以控制特殊感染者。 |
| 2010年7月9日至2010年7月16日    | Four Swordsmen of the Apocalypse（天啟四劍客） | 合作模式，每個玩家只配有武士刀，且地圖只有特殊感染者。 |
| 2010年7月16日至2010年7月23日   | Hard Eight（八方風雨）                         | 是一個由四位倖存者面對八個特殊感染者的戰役模式（4 vs 8）。 |
| 2010年7月23日至2010年7月30日   | Healthpackapocalypse!（急救包末日！）          | 對抗模式，地圖中不會出現急救包、止痛藥和肾上腺素。 |
| 2010年7月30日至2010年8月6日    | Encore Week                                    | 安可週，這次是Versus Survival（PC）和Four Swordsmen of the Apocalypse（Xbox 360）。 |
| 2010年8月6日至2010年8月13日    | Gib Fest!（血肉橫飛）                          | 合作模式，玩家只配備馬格南手槍和M60，而且M60擁有無限的子彈。燃燒子彈及高爆子彈都限制在150發，以後變回普通彈藥。使用M60將感染者們打個血肉橫飛。                                                                                               |
| 2010年8月13日至2010年8月20日   | Iron Man（鋼鐵人）                             | 合作模式，專家模式，並沒有復活、重新開始和彈藥堆。 |
| 2010年8月20日至2010年8月27日   | Last Man On Earth（最後的一個人）              | 單人遊戲，全個地圖中只會出現特殊感染者（boomer嘔吐者除外）。 |
| 2010年8月27日至2010年9月3日    | Encore Week                                    | 安可週，這次是Gib Fest!（PC）和Chainsaw Massacre（Xbox 360）。 |
| 2010年9月3日至2010年9月17日    | Hard Eight（八方風雨）                         | 是一個由四位倖存者面對八個特殊感染者的戰役模式（4 vs 8）。 |
| 2010年9月11日至2010年9月17日   | Follow The Liter（跟著每公升）                 | 對抗模式，清道夫模式，只有一個汽油罐可選擇，當汽油罐灌完才會有新的汽油罐出現。 |
| 2010年9月17日至2010年9月24日   | Healthpackapocalypse!（急救包末日！）          | 對抗模式，地圖中不會出現急救包、止痛藥和肾上腺素。 |
| 2010年9月24日至2010年10月5日   | Versus Survival（對抗生存）                    | 對抗版本的生存模式，即玩家可以控制特殊感染者。 |
| 2010年10月5日至2010年10月15日  | Taaannnkk!!（無盡坦克！）                      | 對抗模式，所有玩家只可控制特殊感染者坦克（Tank）。 |
| 2010年10月15日至2010年10月22日 | Hunting Party（狩獵派對）                      | 合作模式，全個地圖中主要只會出現特殊感染者獵人（Hunter），女巫（Witch）和坦克（Tank）會在特定情況（例如最終章）才出現。 |
| 2010年10月22日至2010年10月29日 | Lone Gunman（孤槍俠）                          | 單人遊戲，玩家只配備馬格南手槍和不常見的手榴彈類作為武器，玩家被七隻（容易）、四隻（一般）、兩隻（進階）或一隻（專家）一般感染者攻擊就會死亡。                                                                                               |
| 2010年10月29日至2010年11月5日  | Bleed Out Versus（血流不止）                   | 把Bleed Out和對抗模式合併而成。地圖中沒有急救包，倖存者只有止痛藥、肾上腺素和不常見的心臟起搏器以回復血量，而且血量會不斷減少。 |
| 2010年11月5日至2010年11月12日  | Healing Gnome（治癒系小矮人）                  | 合作模式，地圖中沒有急救包，倖存者血量會不斷減少，倖存者只有抱著侏儒以回復血量。 |
| 2010年11月12日至2010年11月19日 | Encore Week                                    | 安可週，這次是Taaannnkk!!（無盡坦克！）。 |
| 2010年11月19日至2010年11月26日 | Encore Week                                    | 安可週，這次是Gib Fest!（血肉橫飛）。 |
| 2010年12月3日至2010年12月10日  | Hard Eight（八方風雨）                         | 是一個由四位倖存者面對八個特殊感染者的戰役模式（4 vs 8）。 |
| 2010年12月17日至2010年12月31日 | Special Delivery（特別派遞服務）               | 合作模式，Hard Eight的升級版，移除了隨機產生功能，並且將特殊感染者產生上限已提高至十個。 |
| 2010年12月31日至2011年1月14日  | Flu Season（流感季節）                         | 合作模式，全個地圖中只會出現特殊感染者嘔吐者（Boomer）和噴吐者（Spitter），女巫（Witch）和坦克（Tank）會在特定情況（例如最終章）才出現。 |
| 2011年1月28日至2011年2月11日   | Riding My Survivor（騎著我的倖存者）           | 對抗模式，全個地圖中只會出現特殊感染者騎師（Jockey），而且騎師的生命值、速度和威力都會有所提升，女巫（Witch）和坦克（Tank）會在特定情況（例如最終章）才出現。                                                                                |
| 2011年2月11日至2011年2月25日   | Death Door（死亡之門）                         | 合作模式，沒有受傷倒地，如果倖存者不小心地從高處（如天台）失足墜下的話會從高處墜下後立即死亡，地圖中沒有急救包、肾上腺素和心臟起搏器，倖存者只有依靠止痛藥以回復血量，而且血量會不斷減少，而且倖存者死亡後只可以在下一關的安全室才能夠重生。 |
| 2011年2月25日至2011年3月11日   | Bleed Out（血流不止）                          | 合作模式，地圖中沒有急救包，倖存者只有止痛藥、肾上腺素和不常見的心臟起搏器以回復血量，而且血量會不斷減少 |
| 2010年3月11日至2011年3月24日   | Follow The Liter（跟著每公升）                 | 合作模式，清道夫模式，只有一個油桶可選擇，當汽油罐灌完才會有新的汽油罐出現。 |
| 2010年3月24日至2010年4月7日    | Last Gnome On Earth（最後的小矮人）            | 合作模式和單人模式，小矮人玩偶會在每一幅地圖開始時出現，一定要把它帶到安全室或救援載具，否則不能通關。 |
| 2011年4月8日至2011年4月21日    | Last Man On Earth（孤身一人）                  | 單人模式，全個地圖中只會出現特殊感染者。 |
| 2011年4月22日至2011年5月5日    | Versus Survival（對抗生存）                    | 對抗版本的生存模式，即玩家可以控制特殊感染者。 |
| 2011年5月6日至2011年5月20日    | Taaannnk!!（無盡坦克！）                       | 對抗模式，所有玩家只可控制特殊感染者坦克（Tank）。 |
| 2010年5月20日至2011年6月3日    | Gib Fest!（血肉橫飛）                          | 合作模式，玩家只配備馬格南手槍和M60，而且M60擁有無限的子彈。燃燒子彈及高爆子彈都限制在150發，以後變回普通彈藥。使用M60將感染者們打個血肉橫飛。                                                                                               |
| 2011年6月3日至2011年6月17日    | Versus Survival（對抗生存）                    | 對抗版本的生存模式，即玩家可以控制特殊感染者。 |
| 2011年6月17日至2011年7月1日    | Hunting Party（狩獵派對）                      | 合作模式，全個地圖中主要只會出現特殊感染者獵人（Hunter），女巫（Witch）和坦克（Tank）會在特定情況（例如最終章）才出現。 |
| 2011年7月1日至2011年7月15日    | Lone Gunman（孤槍俠）                          | 單人遊戲，玩家只配備馬格南手槍和不常見的手榴彈類作為武器，玩家被七隻（容易）、四隻（一般）、兩隻（進階）或一隻（專家）一般感染者攻擊就會死亡。                                                                                               |
| 2011年7月15日至2011年7月29日   | Bleed Out Versus（血流不止）                   | 把Bleed Out和對抗模式合併而成。地圖中沒有急救包，倖存者只有止痛藥、肾上腺素和不常見的心臟起搏器以回復血量，而且血量會不斷減少。 |
| 2011年7月29日至2011年8月12日   | Taaannnkk!!（無盡坦克！）                      | 對抗模式，所有玩家只可控制特殊感染者坦克（Tank）。 |
| 2011年8月12日至2011年8月26日   | Healing Gnome（治癒矮人）                      | 合作模式，地圖中沒有急救包，倖存者血量會不斷減少，倖存者只有抱著侏儒以回復血量。 |
| 2011年8月26日至2011年9月9日    | Versus Survival（對抗生存）                    | 對抗版本的生存模式，即玩家可以控制特殊感染者。 |
| 2011年9月9日至2011年9月23日    | Hunting Party（狩獵派對）                      | 合作模式，全個地圖中主要只會出現特殊感染者獵人（Hunter），女巫（Witch）和坦克（Tank）會在特定情況（例如最終章）才出現。 |
| 2011年9月23日至2011年10月7日   | Healthpackapocalypse!（急救包末日！）          | 對抗模式，地圖中不會出現急救包、止痛藥和肾上腺素。 |
| 2011年10月7日至2011年10月21日  | Gib Fest!（血肉橫飛）                          | 合作模式，玩家只配備馬格南手槍和M60，而且M60擁有無限的子彈。燃燒子彈及高爆子彈都限制在150發，以後變回普通彈藥。使用M60將感染者們打個血肉橫飛。                                                                                               |
| 2011年10月21日至2011年11月4日  | Iron Man（鋼鐵人）                             | 合作模式，專家模式，並沒有復活、重新開始和彈藥堆。 |
| 2011年11月4日至2011年11月18日  | Confogl（高級對抗）                            | 對抗模式，地圖中沒有急救包，倖存者一開始有止痛藥，以後也只有止痛藥和腎上腺素以回復血量。玩家只能配備泵動式霰彈槍、冲锋枪和獵用步槍作為主要武器。                                                                                             |
| 2012年11月18日至2011年12月2日  | Headshot!（爆頭）                              | 合作模式，只有爆頭才能殺死普通感染者。特殊感染者仍舊不一定要爆頭才能殺死。 |
| 2011年12月2日至2012年1月13日   | Confogl（高級對抗）                            | 對抗模式，地圖中沒有急救包，倖存者一開始有止痛藥，以後也只有止痛藥和腎上腺素以回復血量。玩家只能配備泵動式霰彈槍、冲锋枪和獵用步槍作為主要武器。                                                                                             |
| 2012年1月13日至2012年2月3日    | Gib Fest!（血肉橫飛）                          | 合作模式，玩家只配備馬格南手槍和M60，而且M60擁有無限的子彈。燃燒子彈及高爆子彈都限制在150發，以後變回普通彈藥。使用M60將感染者們打個血肉橫飛。                                                                                               |
| 2012年2月3日至2012年2月24日    | Hard Eight（八方風雨）                         | 是一個由四位倖存者面對八個特殊感染者的戰役模式（4 vs 8）。 |
| 2012年2月24日至2012年3月16日   | Taaannnk!!（無盡坦克！）                       | 對抗模式，所有玩家只可控制特殊感染者坦克（Tank）。 |
| 2012年3月16日至2012年3月29日   | Four Swordsmen of the Apocalypse（天啟四劍客） | 合作模式，每個玩家只配有武士刀，且地圖只有特殊感染者。 |
| 2012年3月29日至2012年4月13日   | Versus Survival（對抗生存）                    | 對抗版本的生存模式，即玩家可以控制特殊感染者。 |
| 2012年4月13日至2012年5月4日    | Last Man On Earth（最後的一個人）              | 單人模式，全個地圖中只會出現特殊感染者（boomer嘔吐者除外）。 |
| 2012年5月4日至2012年5月26日    | Follow The Liter（跟著每公升）                 | 合作模式，清道夫模式，只有一個油桶可選擇，當汽油罐灌完才會有新的汽油罐出現。 |
| 2012年5月26日至2012年6月15日   | Flu Season（流感季節）                         | 合作模式，全個地圖中只會出現特殊感染者嘔吐者（Boomer）和噴吐者（Spitter），女巫（Witch）和坦克（Tank）會在特定情況（例如最終章）才出現。 |
| 2012年6月15日至2012年7月10日   | Nightmare（夢魘）                              | 生存模式，全個地圖中沒有發光物體和很多的霧降低能見度。 |
| 2012年7月10日至2012年8月3日    | Confogl（高級對抗）                            | 對抗模式，地圖中沒有急救包，倖存者一開始有止痛藥，以後也只有止痛藥和腎上腺素以回復血量。玩家只能配備泵動式霰彈槍、冲锋枪和獵用步槍作為主要武器。                                                                                             |
| 2012年8月3日至2012年9月20日    | Gib Fest!（血肉橫飛）                          | 合作模式，玩家只配備馬格南手槍和M60，而且M60擁有無限的子彈。燃燒子彈及高爆子彈都限制在150發，以後變回普通彈藥。使用M60將感染者們打個血肉橫飛。                                                                                               |
| 2012年9月20日至                | Follow The Liter（跟著每公升）                 | 對抗模式，清道夫模式，只有一個油桶可選擇，當汽油罐灌完才會有新的汽油罐出現。 |

## 角色、武器和道具

在死亡都心（Dead Center）海報上的4人，左起：教練（Coach）、艾利斯（Ellis）、尼克（Nick）及蘿雪兒（Rochelle）。

和《求生之路》一樣，在《求生之路2》裡，有4名倖存者角色供玩家選擇。包括魁梧、本名並無交代的黑人高中橄欖球「教練」（Coach），年輕的小伙子、熱愛機械的汽車修理員艾利斯（Ellis），一身「價值三千美金的」白色西裝，看似斯文，實際上卻是騙子賭徒的尼克（Nick）及唯一的女性角色、喜愛音乐同時也是地方电视台新闻節目的初級制作助理的蘿雪兒（Rochelle）
玩家可以選擇其中一個角色進行遊戲。在遊戲中，倖存者會有大量的武器使用，除了前作的部分武器如：
1. 伯奈利M4 Super 90半自動霰彈槍（Benelli M4 Super 90，改稱為戰術霰彈槍（Tactical Shotgun）
2. 泵動式霰彈槍（Pump Shotgun）（木喷）
3. 烏茲衝鋒槍（Submachine Gun）（乌兹、UZI）
4. M16A2（改稱為M-16突击步枪（M-16 Assault Rifle））（M16）
5. 獵用步槍（Ruger Mini-14，Hunting Rifle）
6. M134“迷你砲”（Minigun，安裝在三腳架上，無限子彈，但會過熱和不能拿走，只會在惡靈勢力的戰役中出現）（统称机枪）

還有新增的：
1. SIG P226不鏽鋼型手槍（誤稱為P220手枪（P220 Pistol），15發彈匣）
2. 在雙手各持一把手槍的狀態下左手的那把是格洛克手槍
3. 馬格南手槍（Magnum Pistol，8發彈匣）（沙鹰）
4. 雷明登870海軍陸戰隊馬格南鍍鉻霰彈槍（Chrome Shotgun）（铁喷）
5. SPAS-12戰鬥霰彈槍（Combat Shotgun，10發彈倉，半自動）
6. MAC-10消聲衝鋒槍（Silenced Submachine Gun，50發彈匣及消聲器）
7. AKM（誤稱為AK-47，40發彈匣）
8. FN SCAR-L戰鬥步槍（Combat Rifle，60發彈匣，三點發）（SCAR）
9. HK MSG90狙擊步槍（Sniper Rifle，30發彈匣及瞄準鏡）（连狙）
10. M79榴彈發射器（Grenade Launcher）
11. 白朗寧M2重機槍（Heavy Machine Gun，安裝在三腳架上，無限子彈，但會過熱和不能拿走）（统称机枪）

而德国版更有來自絕對武力：次世代的：（数据均在原版文件中，其他地区的游戏也可通过解包得到以下武器）
1. HK MP5冲锋枪（H&K MP5，50發彈匣）
2. SIG SG 552卡賓槍（50發彈匣及瞄準鏡）
3. 斯泰爾斥候步槍（15發彈匣及瞄準鏡）
4. 精密國際AWSM（20發彈匣及瞄準鏡）

隨著短暫之時（The Passing）的更新，更新增了
1. M60（150發彈鏈，但無法重新裝填，彈藥耗盡就會自動拋棄）

這些武器都附有一個可隨意開關的迷你手電筒，無論是否簡陋得用上繩子綁上（格洛克手槍、M134及白朗寧M2除外），所有手枪以外的槍械都可以裝上雷射指示器。
另外，求生之路2新增了幾種近戰武器，例如：
1. 鏈鋸
2. 平底鍋
3. 消防斧
4. 電子吉他
5. 板球球棒
6. 武士刀
7. 開山刀
8. 球棒
9. 警棍
10. 鐵撬
11. 乾草叉
12. 鐵鏟

而德国版更有來自絕對武力：次世代的小刀；而隨著短暫之時（The Passing）的更新，更新增了高爾夫球桿。
前作的泵動式霰彈槍其實是一種合成的槍械，此槍參考了雷明登870警用馬格南防暴型、伊萨卡M37P及Winchester 1300的外觀；而本作的格洛克手槍和狙擊步槍亦分別是參考了格洛克17、19及26以及HK MSG90A1的槍身、HK G3SG/1的槍托和瞄準具及AK-74的槍口裝置而成，同樣是FN SCAR卻以三點發取代全自動以及裝上民用型的槍管和M16A2的槍口裝置。這些槍在現實是不存在。
玩家有機會在遊戲中獲得多一把手槍或火力更強大的馬格南手槍。手槍類武器（包括雙槍及馬格南手槍）是玩家在遊戲起初必備的武器，以及在受傷倒地時唯一可以使用的武器。除了手槍類武器外，所有的槍械都有彈藥的限制。使用近戰武器時需要拋掉手槍類武器，反之亦然。
在遊戲中，倖存者可以被其它倖存者的武器誤傷並損失生命值。在困難度「容易」的遊戲中，倖存者不會因友軍開火而受傷，但遊戲仍會把這些誤傷紀錄下來。另外，玩家可以利用手上的武器把身旁的喪屍推開（Melee）。
玩家也可以在遊戲中得到普通彈藥、燃燒子彈箱、高爆子彈箱、急救包、心脏除颤器（可以把已死亡的玩家復活）、止痛藥、肾上腺素（可以暫時加快玩家的速度、增加暫時生命值與增加使用近戰武器的傷害）、土製鐵管炸彈（其閃光和聲音能夠吸引感染者撲向炸彈，但是對特殊感染者無效）和燃烧瓶（製造火種對付感染者）、胆汁炸彈（裝有Boomer膽汁的試管，可以讓感染者自相殘殺。雖然膽汁炸彈不會吸引特殊感染者，但如果將膽汁炸彈拋向特殊感染者，普通感染者也會攻擊特殊感染者至死或效力過去）。也有一些大型物品如汽油罐、瓦斯罐、氧氣筒、煙花盒（點燃後可以造成連鎖效應的小型爆炸和火種）和隨著戰役地圖犧牲（The Sacrifice）的更新而新增的炸藥桶等，可以幫助對付感染者（射擊它們以製造爆炸或火焰），不過它們是不能被隨身攜帶的（玩家拿著它們的時候不能拿著槍械和近戰武器，只能推開感染者；炸藥桶是無法拿著的）。

## 演员表
| 人物角色                                            | 主游戏                          | 主游戏                          | 可下载的内容                                   | 可下载的内容                                   | 可下载的内容                                   | 可下载的内容                                   |
| 人物角色                                            | Left 4 Dead (2008)              | Left 4 Dead 2 (2009)            | Crash Course DLC (2009)                        | The Sacrifice DLC (2010)                       | The Passing DLC (2010)                         | Cold Stream DLC (2012)                         |
| --------------------------------------------------- | ------------------------------- | ------------------------------- | ---------------------------------------------- | ---------------------------------------------- | ---------------------------------------------- | ---------------------------------------------- |
| William "Bill" Overbeck 比尔                        | 吉姆·弗伦奇 伯纳德·福凯         |                                 | 没有新的台词                                   | 吉姆·弗伦奇                                    | Body                                           | L4D ported campaigns                           |
| Francis 弗朗西斯                                    | 文斯·巴伦苏埃拉 泰勒·诺克斯     |                                 | 文斯·巴伦苏埃拉                                | 文斯·巴伦苏埃拉                                | 文斯·巴伦苏埃拉                                | L4D ported campaigns                           |
| Louis 路易斯                                        | 厄尔·亚历山大 肖恩·贝内特       |                                 | 厄尔·亚历山大                                  | 厄尔·亚历山大                                  | 厄尔·亚历山大                                  | L4D ported campaigns                           |
| Zoey 佐伊                                           | 珍·泰勒 松雅·金斯基             |                                 | 珍·泰勒                                        | 珍·泰勒                                        | 珍·泰勒                                        | L4D ported campaigns                           |
| Coach 教練                                          |                                 | 查德·科尔曼 达内尔·赖斯         |                                                |                                                | 查德·科尔曼                                    | 查德·科尔曼 (没有新的台词)                     |
| Ellis 艾利斯                                        |                                 | 埃瑞克·拉汀 杰西·麦金尼         |                                                |                                                | 埃瑞克·拉汀                                    | 埃瑞克·拉汀 (没有新的台词)                     |
| Nicolas "Nick" 尼克                                 |                                 | 休·狄龙 泰米尔·加齐             |                                                |                                                | 休·狄龙                                        | 休·狄龙 (没有新的台词)                         |
| Rochelle 蘿雪兒                                     |                                 | 罗谢尔·艾兹 珊诺拉·汉普顿       |                                                |                                                | 罗谢尔·艾兹                                    | 罗谢尔·艾兹 (没有新的台词)                     |
| Common Infected                                     | Mike Patton and Fred Tatasciore | Mike Patton and Fred Tatasciore | Mike Patton and Fred Tatasciore (没有新的台词) | Mike Patton and Fred Tatasciore (没有新的台词) | Mike Patton and Fred Tatasciore (没有新的台词) | Mike Patton and Fred Tatasciore (没有新的台词) |
| Smoker                                              | Mike Patton                     | Mike Patton                     | (没有新的台词)                                 | (没有新的台词)                                 | (没有新的台词)                                 | (没有新的台词)                                 |
| Hunter                                              | Mike Patton                     | Mike Patton                     | (没有新的台词)                                 | (没有新的台词)                                 | (没有新的台词)                                 | (没有新的台词)                                 |
| Boomer                                              | Fred Tatasciore                 | Fred Tatasciore                 | (没有新的台词)                                 | (没有新的台词)                                 | (没有新的台词)                                 | (没有新的台词)                                 |
| Tank                                                | Fred Tatasciore                 | Fred Tatasciore                 | (没有新的台词)                                 | (没有新的台词)                                 | (没有新的台词)                                 | (没有新的台词)                                 |
| Spitter                                             |                                 | Dee Bradley Baker               |                                                | Dee Bradley Baker (没有新的台词)               | Dee Bradley Baker (没有新的台词)               | Dee Bradley Baker (没有新的台词)               |
| Jockey                                              |                                 | Dee Bradley Baker               |                                                | (没有新的台词)                                 | (没有新的台词)                                 | (没有新的台词)                                 |
| Charger                                             |                                 | Dee Bradley Baker               |                                                | (没有新的台词)                                 | (没有新的台词)                                 | (没有新的台词)                                 |
| Helicopter Pilot                                    | Dennis Bateman                  |                                 |                                                | Dennis Bateman (No Mercy port)                 |                                                |                                                |
| Church Lunatic (Church Guy)                         | Nathan Vetterlein               |                                 |                                                |                                                |                                                | Nathan Vetterlein (Death Toll port)            |
| John Slater (Houseboat radio voice)                 | John Patrick Lowrie             |                                 |                                                |                                                |                                                | John Patrick Lowrie (Death Toll port)          |
| Airplane Pilot                                      | Gary Schwartz                   |                                 |                                                |                                                |                                                | Gary Schwartz (Dead Air port)                  |
| Lieutenant Mora (Farmhouse radio voice, APC driver) | David Scully                    |                                 |                                                |                                                |                                                | David Scully (Blood Harvest port)              |
| Whitaker                                            |                                 | Dayton Callie                   |                                                |                                                |                                                |                                                |
| Smitty "The Drinker" (Midnight Riders lead singer)  |                                 | Greg Dale                       |                                                |                                                |                                                |                                                |
| Virgil                                              |                                 | Randall Newsome                 |                                                |                                                |                                                |                                                |
| Papa Gator and Rescue 7 (soldiers)                  |                                 | Bob Gunter and Bill Huggins     |                                                |                                                |                                                |                                                |

## 生命值和狀態
與前作不同的是，玩家可用肾上腺素來為自己提供暫時性的生命值（暫時回復25生命值）和速度，和使用去顫器救活倖存者（倖存者被去顫器救活後會回復50生命值）。

## 感染者（Infected）
跟《求生之路》一樣，遊戲中最普遍的感染者便是Zombie Horde（喪屍、殭屍），但跟求生之路不同的是，在感染者當中，會混雜一些「不尋常」普通感染者（Uncommon common）。
（部份感染者沒有官方的中文名字，譯名僅供參考。）
| 中文譯名        | 英文原名             | 介紹 | 登場戰役                           |
| --------------- | -------------------- | --- | ---------------------------------- |
| CEDA人員        | CEDA Worker Infected | 穿著防護衣，所以火焰或燃燒子彈無法對他們造成傷害。牠們有些會隨身攜帶膽汁炸彈，殺死後可以拾取。 | 死亡都心的第1及2章節 犧牲 毫不留情 |
| 吉米·吉布斯二世 | Jimmy Gibbs Junior   | 正是死亡都心結尾部份跑車的車主，根據「教練」和艾利斯的對話，他生前是活躍於美國南部的著名賽車選手。他穿著的賽車手服裝擁有類似CEDA人員的防護衣的功能，火焰或燃燒子彈均無法對他造成影響。被他攻擊時，因衣服上的汽油漬而令到畫面像泥人一樣受到影響，他的生命值也比一般感染者高很多（約1000生命值）。不會受投擲物影響。 | 隨機於死亡都心結尾地圖出現         |
| 墮落倖存者      | Fallen Survivor      | 曾是逃亡中的倖存者，後來受到感染變成感染者，因此身上攜帶著急救包、燃燒彈、土製炸彈、藥物等裝備。擁有比普遍感染者高的生命值，也不會受到燃燒子彈的傷害。他們會主動攻擊玩家，但受到小小傷害就會迅速逃跑，使玩家更難取得它所攜帶的道具。                                                                               | 短暫之時                           |
| 小丑            | Clown Infected       | 會四處走動，走動時鞋子所發出的吱吱聲，會吸引附近的感染者跟隨。 | 黑色嘉年華                         |
| 泥人            | Mud-men              | 會藏在泥漿裡，雖然牠們只會爬行，但速度極快，且在水裏較難看現他們彎低爬行的身子。如果倖存者受到牠們攻擊，畫面會因被泥漿噴濺而受到影響。 | 沼澤瘧疾 冷澗溪流                  |
| 工人感染者      | Worker Infected      | 都帶上了耳罩和頭盔，令他們無法聽到土製鐵管炸彈的聲音，更難被破壞頭部。 | 大雨 犧牲 毫不留情                 |
| 鎮暴警察感染者  | Riot Infected        | 身穿鎮暴裝備，身上的護甲和钢盔可以抵擋所有正面的攻擊（即使是鏈鋸以外的近戰武器）。牠們有些會隨身攜帶警棍，殺死後可以拾取。 | 教區 冷澗溪流                      |

## 特殊感染者（Special Infected）
除了一般的感染者之外，遊戲中還有八種特殊的感染者，包括求生之路中原有的特殊感染者，及新增的Charger、Spitter和Jockey三種特殊感染者，牠們有比一般感染者更具威脅性的特殊攻擊技能。
舊有的特殊感染者的外貌模組被更新。除了保留舊有的特性外，部份還多了一些特性：Witch會隨機在地圖上四處遊蕩、擁有多於一個的外貌；Boomer會有女性或男性的外表，但能力並無出入。
三个新增特殊感染者的介绍
- Charger的特徵是身上的吊帶工作服，身型龐大，右手巨大無比（在對抗模式中，Charger的普通拳擊也能造成10點傷害，所以有不少玩家在衝鋒攻擊失敗後不選擇逃跑，而是繼續向倖存者攻擊，務求造成更大傷害。），左手細小以及低沉的吼叫聲。牠會有如蠻牛衝向倖存者，能輕易把所有倖存者撞飛，Charger會把最初被撞中的倖存者捉著，連同牠一同衝向遠處，直到撞到障礙或是一段距離。若是無人救援，牠就會把被抓住的倖存者持續撞擊地面至死（在狹小空間內更會撞天花板或撞向牆壁）。
- Spitter的特徵是有女性的外表，脖子极长，口部因受到腐蝕而變得巨大，口中不斷流出綠色的腐蝕性液體，發出尖銳的叫聲。她把綠色腐蝕性液體以肉囊形式儲存在體內，發動攻擊時將之噴射到遠處，肉囊破裂後綠色腐蝕性液體便會漏出並在地面擴散，當倖存者碰到液體時會受傷（傷害有累積效果）。當噴吐者被殺死時，身體會滲出同樣的綠色液體（倖存者碰到噴吐者屍體滲出的腐蝕性液體所造成的傷害比牠進行噴吐攻擊的要高。）
- Jockey的特徵是矮小的身型，身軀因為病毒影響而萎縮，會發出奇怪的笑聲（牠的笑聲取自第一代中一種稱為Screamer「驚叫者」的特殊感染者，該感染者在遊戲開發途中被刪除）。牠會跳上倖存者的背上，騎著倖存者，被騎著的倖存者會不受控的移動（對抗模式則由玩家操控倖存者移動），Jockey也會用雙手對倖存者施加傷害，被騎著的倖存者將無法自救，只可以移動抵抗牠的控制。當倖存者倒下時，牠也會停止騎著倖存者。

## 故事
《惡靈勢力2》的故事發生在《惡靈勢力》的故事一個星期後的美國東南方，包括美國喬治亞州的薩凡納和新奥尔良法國區。

### 死亡都心（死亡中心）（Dead Center）
倖存者趕不上在凡納酒店（The Vannah）的天台最後一架疏散直升機，於是倖存者離開四處著火的酒店，並在酒店的會議室的桌上的美國地圖中得知，病毒是由費城開始散佈，並逐漸漫延至整個美國東岸及中部，整個美國都已經淪陷。而CEDA（Civil Emergency and Defense Agency，國家應急防禦機構）在這場疫病中並無建樹，無法有效制止感染擴散。接著，他們便嘗試到附近的第二疏散點的購物中心（Liberty Mall）尋找救援。途中道路被一輛油罐車阻擋，於是四人透過對講機和躲在附近一家槍械專賣店二樓安全室的店主惠特克（Whitaker，可用狙擊槍在頂樓處看到他）達成協議：四人到附近的Save 4 Less便利商店尋找可樂並送去給惠特克，而惠特克則在二樓以反坦克導彈將油罐車炸毀以清出道路。當四人到達購物中心後，才發現該處早已被感染者佔據，疏散中心的人員皆不是逃離了就是被感染。而剛好有一台屬於著名賽車選手吉米．吉布斯二世（Jimmy Gibbs Junior）的跑车（該車的造型參考了各代的道奇Charger B-body型，其車體及巨型尾翼參考了道奇Charger Daytona，車頭與車尾造型則分別參考了1970年與1968年的Dodge Charger）正在購物中心的美食廣場內展出，四人必須尋找汽油罐將跑車的油箱加滿以逃出購物中心，並向新奧爾良-CEDA設立的全國疏散點前進。

### 短暫之時（短暂时刻）（The Passing）
倖存者逃出了商場，來到了Rayford市，發現架起了的大橋阻擋了他們前進的去路。此時前代主角（隨機抽選法蘭西斯或若依與二代倖存者對話，因為比爾已經犧牲、而路易斯則腳部受傷）看到了他們，經過一論商討後他們決定協助倖存者，但他們三人不會為他們降下大橋，所以前代主角們引導他們找路過去對岸，來到對岸後七位倖存者展開對話，一代倖存者表示發電機沒有燃料，他們得要自行尋找汽油罐替發電機加油，之後他們就可以將大橋降下。雖然二代倖存者們有嘗試勸前代主角跟隨他們，但他們因為是帶菌者，加上比爾為了他們犧牲了性命，為了不辜負比爾的犧牲而推卻了。當降下大橋後，二代倖存者便繼續他們前往新奧爾良的旅程，一代倖存者目送他們離開並祝福他們平安，雙方各散東西。（途中會看到比爾屍體）

### 黑色嘉年華（黑色狂欢节）（Dark Carnival）
在跑車駛至高速公路時，倖存者發現道路被汽車車龍堵塞，跑車也沒油了，而且離新奧爾良的路也走遠了，需要另找方法前往新奧爾良，看見不遠處一個名為Wispering Oaks的遊樂場裡有疏散中心的探射燈燈光。於是四人穿過公路到達了一間汽車旅館，發現往Wispering Oaks的公路橋樑倒塌了，只好滑下懸崖，走到遊樂場尋找疏散中心。在穿過遊樂場內部多個設施的時候，倖存者發現有一台救援直昇機在附近徘徊，亦發現在表演舞台旁的疏散中心已經被遺棄。為了吸引駕駛員的注意，倖存者們進入了Midnight Riders(午夜騎士)演唱會的舞台，利用煙火、音乐和燈光引起直升機的注意，直升機來到舞台並救走了倖存者。

### 沼澤瘧疾（沼泽激战）（Swamp Fever）
倖存者在登上直升機後發現駕駛員被感染，但只有尼克一人當機立斷將被感染的駕駛員射殺，這個舉動讓艾利斯有些不滿。結果直升機在路易斯安那州附近一個海灣墜毀。倖存者穿過了小鎮，來到住有不少鱷魚的河道旁，並發動小浮台前來載走他們，然後一行人穿越沼澤，經過民航客機殘骸，以及充滿感染者的平民小鎮，最後倖存者跑到附近的大屋尋找救援。在大屋後園裡，倖存者用無線電聯絡上一艘漁船的船長弗吉爾（Virgil），於是弗吉爾趕來，炸破大門，將倖存者接走。

### 大雨（暴风骤雨）（Hard Rain）
由於油料不足，弗吉爾將倖存者載到密西西比州河邊小鎮Ducatel（遊戲裡則命名為密爾城Milltown）以尋找柴油，然而岸邊的加油站卻已經沒有任何柴油，加上有暴風雨來臨的徵兆，沿途記下路標防止歸途時迷路。倖存者穿過小鎮、一間佈滿女巫的糖廠（關於為什麼糖廠附近有這麼多女巫，官方解釋為她們生前喜歡糖）、以及一塊甘蔗田，以尋找另一間油站。然而在找到柴油後，暴風雨來臨使環境變得異常惡劣，把整個小鎮被洪水淹沒，但倖存者認為這場暴風雨不知持續至何時，加上感染範圍不停擴散，為免形勢有變，決定冒險在暴雨中重新穿過糖廠和小鎮以爭取時間。回到岸邊後，倖存者啟動了快餐連鎖店漢堡坦克（Burger Tank）招牌燈光向弗吉爾打信號，弗吉爾的船靠岸並將倖存者接走。

### 教區（教区）（The Parish）
漁船到達新奧爾良後，弗吉爾發現水道充滿阻礙物而無法直接到達橋樑，倖存者只好在一座港口下船，弗吉爾表示希望能幫助其他人而向倖存者告別。到達新奧爾良後倖存者發現該地曾爆發暴動，而且在城內有不少地方出現處決帶菌者而留下的屍體堆，表明了軍方及普通人類對帶菌者的恐懼。倖存者慶幸自己「遲到」而避過一劫。同一時間，軍方表面看來仍然在疏散倖存者，但當四人抵達疏散點才發現新奧爾良已經成為死城，而軍方為了清除疫區中的感染者，準備進行大規模的轟炸。倖存者由港口穿過了新奧爾良的市區，抵達將會被炸毀的橋樑，並且透過對講機要求軍隊暫緩轟炸，軍方答應了，而他們最終也橫跨橋樑搭上最後一架離開疫區的直升機。

### 冷澗溪流（刺骨寒溪）（Cold Stream）
又名「致命寒流」，由Matthew Lourdelet製作，其後成為官方地圖。
本戰役是設想教區戰役後倖存者墜機的故事。倖存者墜落到一處叫阿爾卑斯溪（Alpine Creek）的溪流，必須穿過村莊、錯綜複雜的溪河、大橋等地方，然後用無線電呼叫另一架直昇機，再穿越斷喉溪流（Cut-throat Creek）到達河流的另一端搭上直昇機。

### 最後一刻（临死一搏）（The Last Stand）
由社群玩家 Jaiz、NF、Roku、Wolphin 所製作的地圖，並當作官方內容推出。於美國時間2020年9月24日正式推出。本戰役是設想在「死亡喪鐘（Death Toll）」的最後一關河岸市（Riverside），一代倖存者們決定行走替代的道路，途中會穿過許多河流、一個垃圾場，並在最後到達燈塔請求救援，最後漁船夫婦會來接倖存者們。
此次更新新增了兩把全新近戰武器：「鏟子（Shovel）」和「草叉（Pitchfork）」，並也對絕大多數的武器進行外觀更新和武器動畫更新。而從前未開放的倖存者語音也都獲得開放。
此次更新也開放了許多從前未解鎖的生存地圖（含新戰役總共26張），以及4張全新清道夫地圖，並且也針對了原有官方地圖做出許多的漏洞修正，以及遊戲本身的許多遊戲漏洞都也獲得修正。
此次更新也新增了兩個全新變異模式：「Tank Run」和「Rocket Dude」，並也開放了從前未開放的模式「對抗版生存（Versus Survival）」。

### 前作戰役
玩家可在《惡靈勢力2》裡遊玩前作戰役（如死亡喪鐘、嗜血豐收等）。戰役整體上與前作之原版大同小異，但加入了2代的元素，如膽汁炸彈、腎上腺素、近戰武器等，豐富了可玩性。

## 遊戲的開發
在《惡靈勢力》推出沒多久後，《惡靈勢力2》的開發工作便正式展開，開發人員都希望新的遊戲能比舊作「更好和更大」。在正式宣佈推出《惡靈勢力2》的消息前，這項計劃被取名為「Carnation」，以防止遊戲開發的消息外洩。
Chet Faliszek表示，在《惡靈勢力2》中，玩家將可以對《惡靈勢力》的世界有更多的了解，而Valve也創作了一個完整的劇情去交代遊戲世界中感染爆發的原因和影響。
開發團隊遨請了數隊樂團參與遊戲的製作，而當中流行尖端樂團對遊戲的開發最感興趣，並願意讓開發團隊在遊戲中使用他們的音樂和肖像（如倖存者角色蘿雪兒衣服上的肖像）。

## 人工智慧導演系統
和前作不同的是，每個戰役都有各獨特的音樂風格（例如教區是爵士風格）。

## 各方的反應

### 澳洲的禁售

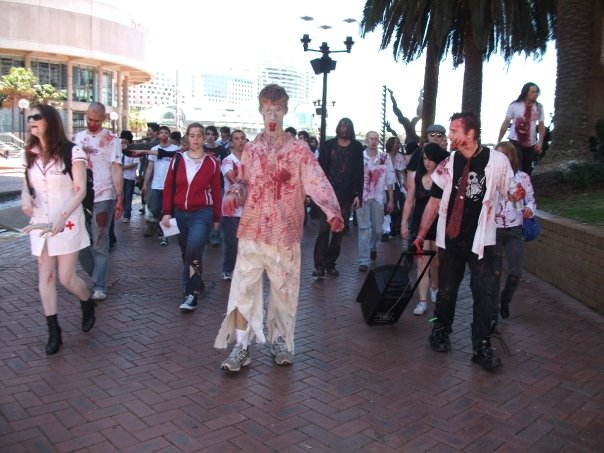
一群電玩愛好者打扮成喪屍遊行。

由於《惡靈勢力2》中有大量暴力和血腥的內容，澳洲電影與文化分級辦公室決定不給予《惡靈勢力2》MA15+的評級。在澳洲，所有高於MA15+評級的遊戲都是禁止發售的。
後來開發人員對遊戲作出了修改（包括讓遊戲中的感染者被殺時不會出現爆頭和斷肢的效果等），經修改後的遊戲版本最後獲得MA15+的評級，可以在澳洲上市。
這件事也引起了澳洲的電玩愛好者不滿。在2009年11月14日，一群電玩愛好者打扮成喪屍參加名為「Epic Zombie Lurch」的抗議活動，表達對澳洲缺乏評級R18+以上的電腦遊戲的不滿。

### 抵制
Valve在09年的E3上宣佈推出《求生之路2》後一個星期，部份前作的玩家展開對《求生之路2》的抵制行動，並在Steam平台上創立了名為“L4D2 Boycott（NO-L4D2）”的群組。該群組在一星期內吸引了超過一萬人參加，並在一個月內發展至三萬七千人。群組反對新作的原因包括E3展出的遊戲示範中二代的風格和前作相去甚遠，同時玩家亦擔心前作推出未滿一年就宣佈新作（事實上二代在前作發售後剛剛好一年就推出了）會破壞仍在發展階段的玩家社群。也有玩家認為開發小組在前作取得成功後急於推出新作的做法並不恰當，認為這會分薄開發小組對舊作的資源投放，罔顧了求生之路玩家的利益。

## 故事背景
接續求生之路的設定，CEDA（Civil Emergency and Defense Agency）在遊戲初期繼續擔當執行管制和疏散的機構，並且對感染展開研究。他們的研究顯示感染很可能由狂犬病突變而成，同時CEDA認為病毒是經哺乳類動物傳播。雖然CEDA把病毒命名為「綠色流感」（Green Flu），但它實際上不是流感，而是一種透過自來水傳播的病毒。
在教區戰役第一間安全室，與及橫跨橋梁前的無線電對話，顯示沒有被感染的人有可能不是免疫者（Immune），而是帶菌者（Carrier）。帶菌者雖然免疫感染但身上仍然帶有引發感染的病原，並可能傳染給沒有免疫力的一般人。牆壁上的塗鴉顯示一般人對帶菌者感到極端恐懼。事實上，根據"犧牲（The Sacrifice）"戰役的數位漫畫的第二部所指，帶菌者是通過父親方面遺傳下來的基因而暫時免疫，而求生之路中倖存者們亦是帶菌者。而根據數位漫畫的第三部所指，感染者的眼睛結構會有所改變，以至視野出現改變，使感染者的視角裡的非感染者很像怪物。
在遊戲的中後期，從一些安全室的告示裡可以觀察到，在惡靈勢力2的世界中，軍方已經暫停了CEDA的工作，並且取代了CEDA成為處理這場災難的最高機構。檢查站和疏散點都由軍隊所接管，並且授權使用武力應付任何情況，同時，軍隊也試圖隱瞞疫區的情況。新奧爾良在成為疫區前，曾爆發暴動。

## 外部連結
- 《求生之路2》官方網站（页面存档备份，存于）
- 《求生之路2》（页面存档备份，存于）Steam